# Comuna Horujivka, Nedrîhailiv
Horujivka (în ucraineană Хоружівка) este o comună în raionul Nedrîhailiv, regiunea Sumî, Ucraina, formată din satele Bij, Darahanove, Horujivka (reședința), Lavrove, Omelkove și Spartak.

## Demografie
Componența lingvistică a comunei Horujivka
     Ucraineană (98,2%)
     Rusă (1,63%)
     Alte limbi (0,18%)
Conform recensământului din 2001, majoritatea populației comunei Horujivka era vorbitoare de ucraineană (98,2%), existând în minoritate și vorbitori de rusă (1,63%).

## Personalități născute aici
- Viktor Iușcenko (n. 1954), fost președinte al Ucrainei.